# مكية (عبس)

تعديل مصدري - تعديل

مكية هي إحدى قرى عزلة البتارية بمديرية عبس التابعة لمحافظة حجة، بلغ تعداد سكانها 209 نسمة حسب تعداد اليمن لعام 2004.